# 久西
久西（Jhusi），是印度北方邦Allahabad县的一个城镇。总人口13633（2001年）。

## 人口
该地2001年总人口13633人，其中男性7743人，女性5890人；0—6岁人口1752人，其中男894人，女858人；识字率52.65%，其中男性为60.02%，女性为42.97%。